# イソ酪酸メチル
イソ酪酸メチル（イソらくさんメチル、英語: methyl isobutyrate）は、示性式CH3O2CCH(CH3)2で表される、2-メチルプロパン酸とメタノールとのエステルである。つまり、2-メチルプロパン酸メチルの事である。

## 性質
常温常圧では無色の液体として存在し、n-酪酸メチルに比べ穏やかで甘い、アプリコットのようなフルーツ香を持つ。食品用のフルーツ系フレーバーとして、22～220ppmほど使用される。日本の消防法では、危険物第4類第一石油類（非水溶性）に区分される。